# Marianne Andrau
Pour les articles homonymes, voir Andrau.
 (février 2013).
Marianne Andrau (née Suzanne Guillaud à Plaisance le 13 septembre 1905 et morte le 25 octobre 1998 à Saint-Cloud,) est une écrivaine, journaliste et scénariste pour la télévision française.
Après avoir obtenu sa licence de philosophie à la Sorbonne, Marianne Andrau devient journaliste dans la presse féminine à partir de 1944 et écrit des nouvelles sous le nom de plume d'Adriane George.

## Œuvre
- Famille royale à la mode de France, une semaine à Louveciennes, Paris, éd. France-Empire
- Le Gouffre qui chante, Paris, M. Daubin, 1949
- Le secret des Roches bleues, Paris, éd. du Dauphin, 1952
- Le Destin merveilleux d'Élisabeth et de Margaret, princesses d'Angleterre, Paris, éd. du Dauphin, 1953
- Le gentilhomme noir, Paris, éd. du Dauphin, 1953
- Les Mains du manchot, Paris, Denoël, 1953
- Un amoureux et sept complices, Paris, le Cercle romanesque, 1954
- La Péniche des trois demoiselles, Paris, éd. du Dauphin, 1955
- La Princesse et le reporter, Paris, éd. À la Belle Hélène, 1955
- Le Prophète, Paris, Denoël, 1955
- Lumière d'épouvante [L'Homme aux mains jointes. Maternité. Tête-à-tête. La Cellule.], Paris, Denoël, 1956
- Le Moniteur de l'Alpe d'Huez, Paris, éd. À la Belle Hélène, 1956
- Le bel insolent de Venise, Paris, Tallandier, 1957
- D.C. : Doom city, Paris, Denoël, 1957
- L'étranger du yacht blanc, Paris, éd. du Dauphin, 1957
- L'homme aux deux fiancées, Paris, éd. du Dauphin, 1957
- Véronique au festival, Paris, éd. À la Belle Hélène, 1957
- Un homme perdu, Paris, le Cercle romanesque, 1958
- Une voix sur l'Adriatique, Paris, éd. À la Belle Hélène, 1958
- Un Charmant vaurien, Paris, Tallandier, 1959, 11e éd.
- Les Faits d'Eiffel, nouvelles, Paris, Denoël, coll. "Présence du futur" no 37, 1960
- Michaël le détesté, Paris, Tallandier, 1960
- Françoise au carrefour , Paris, Tallandier, 1960
- Un Amour téméraire, Paris, le Cercle romanesque, 1961
- L'Aventurier du désert, Paris, Tallandier, 1961
- Le Passager de Calais-Douvres, Paris, Tallandier, 1961
- Un Curieux gitan, Paris, Tallandier, 1962
- Le Mensonge des yeux gris, Paris, le Cercle romanesque, 1962
- Le Cavalier de Sienne, Paris, le Cercle romanesque, 1963
- Le Rendez-vous de l'Etang vert, Paris, Tallandier, 1963
- L'Amour d'une autre, Paris, le Cercle romanesque, 1964
- L'Architecte fou, Paris, Denoël, 1964
- Angéla de Gascogne, Paris, Nouv. éd. Debresse, 1985
- Franchir la mort, Paris, Robert Laffont, coll. "Les énigmes de l'univers", 1985